# Halosaurus ovenii
Halosaurus ovenii is een straalvinnige vissensoort uit de familie van rugstekelalen (Halosauridae). De wetenschappelijke naam van de soort is voor het eerst geldig gepubliceerd in 1864 door Johnson.